# Artan Grubi
Artan Grubi (mac. Артан Груби; ur. 7 czerwca 1977 w Skopje) – północnomacedoński polityk i politolog pochodzenia albańskiego, deputowany do Zgromadzenia Republiki Macedonii Północnej z ramienia Demokratycznego Związku na rzecz Integracji. Wicepremier oraz minister ustroju politycznego i stosunków międzywspólnotowych w drugim rządzie Zorana Zaewa.

## Życiorys
Ukończył studia prawnicze oraz podyplomowe z zakresu mediów i komunikacji na Uniwersytecie Świętych Cyryla i Metodego w Skopju, następnie uzyskał doktorat z zakresu politologii na Uniwersytecie Tirańskim.
W latach 2000–2004 pracował dla Międzynarodowego Trybunału Karnego dla byłej Jugosławii, pracował następnie jako doradca polityczny oraz jako wykładowca na Państwowym Uniwersytecie w Tetowie. W maju 2006 roku założył organizację pozarządową Razbudi se (mac. Разбуди се), której przewodził do maja 2011 roku.
Zasiadał w Zgromadzeniu Republiki Macedonii Północnej w wyborach z lat 2014 i 2020 jako reprezentant Demokratycznego Związku na rzecz Integracji. 31 sierpnia 2020 roku objął funkcję wicepremiera oraz ministra systemu politycznego i stosunków międzywspólnotowych w drugim rządzie Zorana Zaewa.

## Życie prywatne
Żonaty, ma troje dzieci.